# De verloren zoon in een herberg
De verloren zoon in een herberg, ook wel getiteld Zelfportret met Saskia, is een schilderij van de Nederlandse kunstschilder Rembrandt van Rijn uit 1635, olieverf op doek, 161 x 131 centimeter groot. Thema is de gelijknamige parabel uit het Nieuwe Testament, met de kunstenaar en zijn vrouw als modellen. Het werk bevindt zich in de collectie van de Gemäldegalerie Alte Meister te Dresden.

## Context
De Nieuwtestamentische parabel van de verloren zoon (Lukas 15: 11-32) verhaalt van een vader met twee zonen. De jongste zoon eist zijn erfdeel op, verbrast het, keert vervolgens berouwvol terug, maar wordt toch vergeven door zijn vader, tot ongenoegen van de oudste zoon. In de protestantse Nederlanden van de zeventiende eeuw was het thema erg populair, vanwege de dubbele moraal die er van uitgaat: enerzijds een afwijzing van een zondig leven, anderzijds barmhartigheid voor hen die oprecht berouw tonen. Rembrandt nam de parabel voor het eerst in het hier besproken werk uit 1635 tot onderwerp, waarbij hij de "verloren zoon" afbeeldt in een herberg of bordeel. Later zou hij de gelijkenis opnieuw weergeven in enkele etsen en in een rond 1668 voltooid schilderij, toen steeds met het moment van terugkeer als thema.
De relatering van het thema aan de parabel van de verloren zoon werd overigens pas in de twintigste eeuw definitief geaccepteerd. In de achttiende eeuw was het werk nog opgenomen in de collectie van August III van Polen, keurvorst van Saksen, onder de titel zittende officier streel een dame en heft een glas bier. Later werd wel het in de beschrijving steeds een zelfportret genoemd, hoewel de gelijkenis niet op alle punten overtuigend lijkt. De koppeling aan het Bijbelse thema vond vooral plaats op grond van de lei aan de muur, waarop in herbergen traditioneel de rekening werd opgemaakt. Deze interpretatie werd nog ondersteund door röntgenonderzoek dat laat zien dat de vrouwelijke figuur aanvankelijk een muziekinstrument bespeelde, hetgeen toentertijd symbool stond voor een zondig leven.

## Afbeelding
De verloren zoon in een herberg staat ook wel bekend als Zelfportret met Saskia: als modellen neemt Rembrandt zichzelf en zijn jonge vrouw Saskia, met wie hij in 1634 huwde. Hij portretteert zichzelf als een jongeman met snor die de kijker provocatief in de ogen kijkt en een toost uitbrengt. Saskia als wordt uitgebeeld als een prostituee die zich de banale avances van een bezoeker laat welgevallen. Ze zit bij hem op schoot en gedoogt dat hij haar middel vastpakt, de weelderige billen van achteren weergegeven alsof hij ze elk moment mag gaan strelen. Beide figuren gaan elegant gekleed, hij "op zijn Oostenrijks", met een grote gevederde hoed, zij in een geborduurde jurk van zijde. Geopperd is wel dat de schilder met het werk ook een weergave van zijn eigen levenssituatie heeft willen geven, die met Saskia's bruidsschat en grote opdrachten voor Rembrandt op dat moment betrekkelijk extravagant was geworden.
Het thema van de verloren zoon wordt hier op geheel eigen wijze verbeeld, met name door de keuze voor een specifiek en niet voor de hand liggende gebeurtenis uit de parabel: het moment waarop de hoofdpersoon er onbekommerd en opgewekt zijn vermogen doorheen jaagt. Hij stelt zicht bloot aan meerdere ondeugden, meer in het bijzonder drank en vrouwen van lichte zeden. De moraal van het werk wordt onderstreept door symbolen als de pauw, die staat voor ijdelheid en vluchtige rijkdom. Het bord aan de muur geeft aan dat spoedig de rekening zal worden opgemaakt.
De stilistische uitwerking van het werk is in de realistisch-barokke stijl die het werk van Rembrandt bij uitstek typeert, met een rijkheid aan details. Kenmerkend is het gebruik van clair-obscur, om de focus nog sterker op de hoofdpersonen te krijgen. Het kleurenpalet is gelijkmatig, waarbij de verf in meerdere lagen is aangebracht, met additionele pigmenten als gele okers, loodtingeel, alizarinerood en smaltblauw. De achtergrond is egaal, in een groenachtig bruin.
Opvallend is dat het linker deel van het schilderij is afgesneden, mogelijk door Rembrandt zelf. De reden van de inkorting blijft gissen. Wellicht heeft hij de aandacht daarmee nog meer willen richten op de centrale karakters, maar het kan ook gewoon zijn gebeurd om het formaat op een door de opdrachtgever gewenst formaat te krijgen.

## Galerij

Terugkeer van de Verloren Zoon, ca. 1668
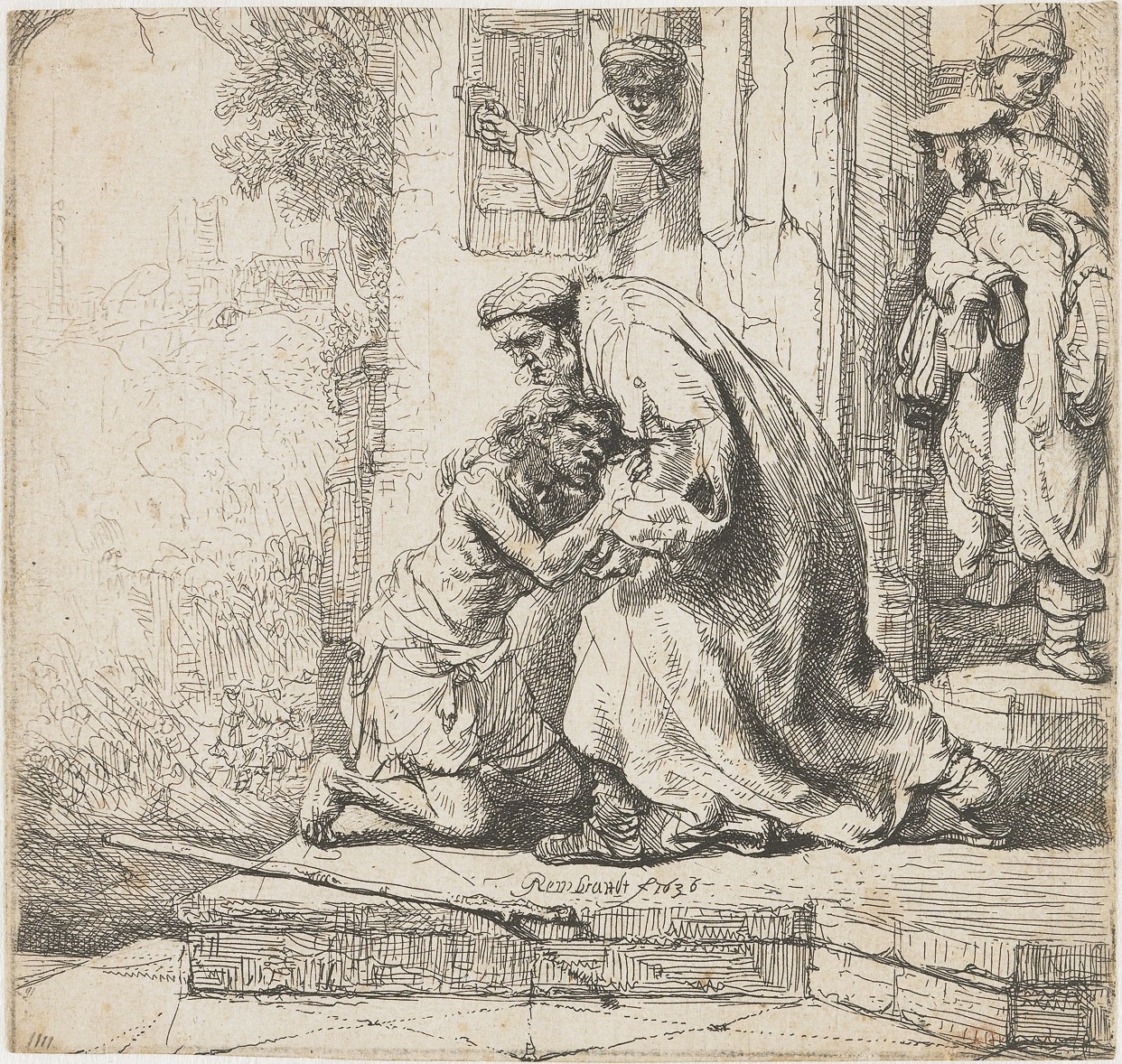
Ets van de terugkeer van de verloren zoon, 1636
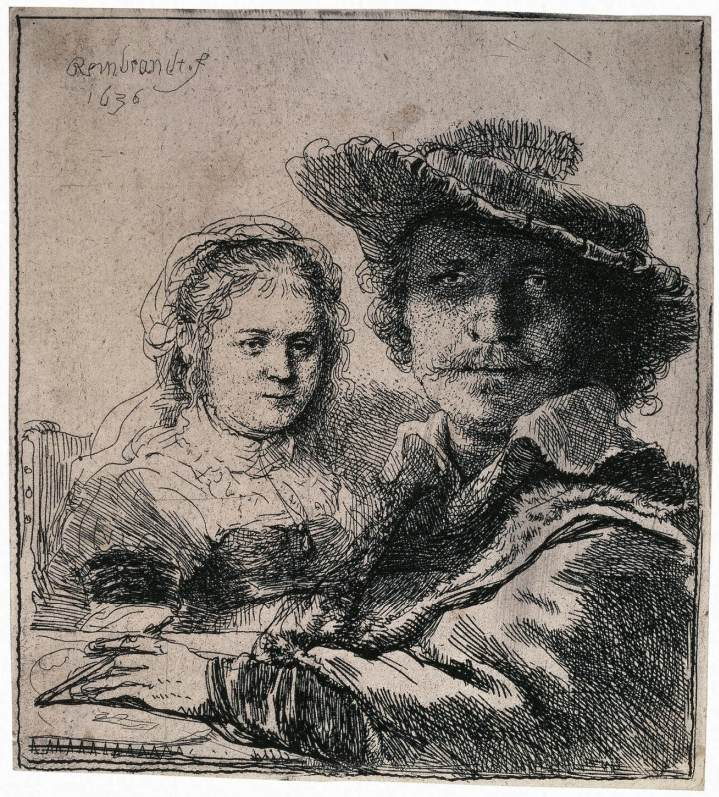
Zelfportret met Saskia, vergelijkbaar gekleed, ets, 1636